# Chiddingstone
Chiddingstone är en ort och civil parish i grevskapet Kent i sydöstra England. Orten ligger i distriktet Sevenoaks, cirka 6 kilometer öster om Edenbridge och cirka 9 kilometer väster om Tonbridge. Civil parishen hade 1 244 invånare vid folkräkningen år 2021.
I civil parishen ligger även orten Chiddingstone Causeway.